# التنافس بين الصين واليابان في كرة القدم
يعتبر التنافس بين الصين واليابان في كرة القدم منافسة رياضية بين فرق كرة القدم الوطنية في كلا البلدين، وكذلك مجموعات المشجعين الخاصة بهم. التنافس له تاريخ طويل موجود بين الصين واليابان. أحد الأسباب الرئيسية حرارة التنافس الخطير بين البلدين يرجع إلى المظالم التاريخية عبر تاريخ دولتين. تواجه الفريقان للمرة الأولى في عام 1917، ومنذ ذلك الحين، لعب كل منهما ضد الآخر 38 مرة. أدت التوترات التاريخية أيضًا إلى وقف التنافس في واحدة من أكثر المنافسات الساخنة في آسيا وتنافس مرير في العالم.

## خلفية
تشترك الصين واليابان في تاريخ طويل ومعقد نسبيًا. إعتادت اليابان أن تكون تحت النفوذ الصيني الثقيل على مر التاريخ، وهي جزء من عالم سينوسفير. ومع ذلك، كانت اليابان في كثير من الأحيان ترغب في التغلب على الصين وتصبح زعيمة آسيوية جديدة. حاول اليابانيون غزو الصين عبر كوريا خلال الغزو الياباني لكوريا، ولكن دون جدوى. في القرن التاسع عشر، تحولت اليابان من دولة إقطاعية إلى إمبراطورية مع الصناعات الحديثة، وهزمت الصين في الحرب الصينية اليابانية الأولى. هذا جعل اليابان القوة الآسيوية المهيمنة. تصاعدت التوترات بين اليابان والصين إلى الحرب الصينية اليابانية الثانية، التي غزت اليابان واحتلت شرق الصين وجنوبها بالكامل، وارتكبت فظائع مروعة مثل مذبحة نانجنغ. بالنسبة للنتيجة، توترت العلاقات بين الدولتين منذ صعود الصين مؤخراً وبعد سنوات من الذل، أصبحت المنافسة أكثر توتراً. وبالتالي، فإن كرة القدم ليست استثناءً، عندما استخدم كلا المشجعين كرة القدم لتغذية الوعي القومي.

## المباريات
قبل تسعينيات القرن الماضي، كانت الصين واحدة من الفرق المهيمنة في آسيا، بينما كان تطوير كرة القدم في اليابان محدودًا على مستوى الهواة، ويعزى ذلك جزئيًا إلى قلة الاهتمام بتطوير كرة القدم في اليابان والتأثير الأمريكي الكبير. وهكذا، عانت اليابان في كثير من الأحيان من الهزائم أمام الصين. ولكن مع التقدم السريع لليابان منذ التسعينيات، تغيرت العلاقة من الصين إلى اليابان، ومنذ عام 1998، لم تفز الصين على اليابان مرة أخرى. على الرغم من أن الصين تتصدر الرقم القياسي برصيد 16 فوزًا مقارنة بـ14 فوزًا لصالح اليابان، إلا أن اليابان حققت نجاحًا أكبر من الصين، حيث فازت بلقب كأس آسيا أربع مرات ولعبت في كل نسخ من كأس عالم منذ عام 1998، بينما إكتفت الصين فقط بمركز الثاني مرتين في كأس آسيا وتأهلت إلى كأس العالم واحدة فقط.
| #  | التاريخ        | الملعب                                       | المسابقة                 | المضيف  | النتيجة | الضيف   |
| -- | -------------- | -------------------------------------------- | ------------------------ | ------- | ------- | ------- |
| 1  | 9 مايو 1917    | أرض شيبورا، طوكيو، اليابان                   | ألعاب بطولة الشرق الأقصى | اليابان | 0 – 5   | الصين   |
| 2  | 1 يونيو 1921   | شنغهاي، الصين                                | ألعاب بطولة الشرق الأقصى | الصين   | 4 – 1   | اليابان |
| 3  | 24 مايو 1923   | أوساكا، اليابان                              | ألعاب بطولة الشرق الأقصى | اليابان | 1 – 5   | الصين   |
| 4  | 20 مايو 1925   | ملعب ريزال التذكاري، مانيلا، الفلبين         | ألعاب بطولة الشرق الأقصى | اليابان | 0 – 2   | الصين   |
| 5  | 27 أغسطس 1927  | ملعب زونغزوا، شنغهاي، الصين                  | ألعاب بطولة الشرق الأقصى | الصين   | 5 – 1   | اليابان |
| 6  | 30 مايو 1930   | ملعب مايجي جينغو جاين، طوكيو، اليابان        | ألعاب بطولة الشرق الأقصى | اليابان | 3 – 3   | الصين   |
| 7  | 20 مايو 1934   | ملعب ريزال التذكاري، مانيلا، الفلبين         | ألعاب بطولة الشرق الأقصى | الصين   | 4 – 3   | اليابان |
| 8  | 1 مايو 1966    | غير معروف                                    | مباراة ودية              | اليابان | 1 – 2   | الصين   |
| 9  | 23 يونيو 1975  | ملعب هونغ كونغ، هونغ كونغ، الصين             | تصفيات كأس آسيا 1976     | الصين   | 2 – 1   | اليابان |
| 10 | 11 يونيو 1980  | ملعب تيانهي،غوانزو، الصين                    | مباراة ودية              | الصين   | 1 – 0   | اليابان |
| 11 | 26 ديسمبر 1980 | ملعب هونغ كونغ، هونغ كونغ، الصين             | تصفيات كأس العالم 1982   | الصين   | 1 – 0   | اليابان |
| 12 | 2 يونيو 1981   | ملعب أوميا، سايتاما، اليابان                 | مباراة ودية              | اليابان | 0 – 0   | الصين   |
| 13 | 30 سبتمبر 1981 | سينغافورا                                    | كأس ليون سيتي            | اليابان | 2 – 0   | الصين   |
| 14 | 31 يناير 1983  | كونشي، الهند                                 | كأس نهرو                 | الصين   | 5 – 0   | اليابان |
| 15 | 31 مايو 1984   | ملعب أوميا، سايتاما، اليابان                 | كأس كيرين                | اليابان | 1 – 0   | الصين   |
| 16 | 27 يوليو 1986  | ملعب مرديكا، كوالالمبور، ماليزيا             | كأس بيستابولا ميرديكا    | اليابان | 4 – 2   | الصين   |
| 17 | 2 يونيو 1988   | ملعب ميزوهو، ناغويا، اليابان                 | كأس كيرين                | اليابان | 0 – 3   | الصين   |
| 18 | 10 مايو 1990   | الملعب الأولمبي الوطني، طوكيو، اليابان       | مباراة ودية              | اليابان | 2 – 2   | الصين   |
| 19 | 13 مايو 1990   | ملعب كانكو، أوكاياما، اليابان                | مباراة ودية              | اليابان | 2 – 0   | الصين   |
| 20 | 29 يوليو 1990  | ملعب العمال، بكين، الصين                     | كأس دايناستي             | الصين   | 1 – 0   | اليابان |
| 21 | 24 أغسطس 1992  | ملعب العمال، بكين، الصين                     | كأس دايناستي             | الصين   | 0 – 2   | اليابان |
| 22 | 6 نوفمبر 1992  | ملعب غرب هيروشيما، هيروشيما، اليابان         | كأس آسيا 1992            | اليابان | 3 – 2   | الصين   |
| 23 | 18 مايو 1993   | شنغهاي                                       | دورة ألعاب شرق آسيا      | الصين   | 3 – 2   | اليابان |
| 24 | 23 فبراير 1995 | ملعب مونغ كوك، هونع كونغ، الصين              | كأس دايناستي             | اليابان | 2 – 1   | الصين   |
| 25 | 12 ديسمبر 1996 | ملعب طحنون بن محمد، العين، الإمارات العربية  | كأس آسيا 1996            | اليابان | 1 – 0   | الصين   |
| 26 | 7 مارس 1998    | الملعب الأولمبي الوطني، طوكيو، اليابان       | كأس دايناستي             | اليابان | 0 – 2   | الصين   |
| 27 | 15 مارس 2000   | ملعب الجامعات التذكارية، كوبه، اليابان       | مباراة ودية              | اليابان | 0 – 0   | الصين   |
| 28 | 26 أكتوبر 2000 | ملعب مدينة كميل شمعون الرياضية، بيروت، لبنان | كأس آسيا 2000            | الصين   | 2 – 3   | اليابان |
| 29 | 8 أكتوبر 2002  | ملعب ماسان، تشانغوون، كوريا الجنوبية         | الألعاب الآسيوية 2002    | الصين   | 0 – 1   | اليابان |
| 30 | 4 ديسمبر 2003  | ملعب ماسان، تشانغوون، كوريا الجنوبية         | كأس شرق آسيا             | اليابان | 2 – 0   | الصين   |
| 31 | 7 أغسطس 2004   | ملعب العمال، بكين، الصين                     | كأس آسيا 2004            | الصين   | 1 – 3   | اليابان |
| 32 | 3 أغسطس 2005   | ملعب كأس العالم، دايجيون، كوريا الجنوبية     | كأس شرق آسيا             | اليابان | 2 – 2   | الصين   |
| 33 | 20 فبراير 2008 | مركز تشونغتشينغ الأولمبي، تشونغتشينغ، الصين  | كأس شرق آسيا             | الصين   | 0 – 1   | اليابان |
| 34 | 6 فبراير 2010  | ملعب أجينوموتو، طوكيو، اليابان               | كأس شرق آسيا             | اليابان | 0 – 0   | الصين   |
| 35 | 21 يوليو 2013  | ملعب كأس العالم، سول، كوريا الجنوبية         | كأس شرق آسيا             | اليابان | 3 – 3   | الصين   |
| 36 | 9 أغسطس 2015   | مركز ووهان الرياضي، ووهان، الصين             | كأس شرق آسيا             | الصين   | 1 – 1   | اليابان |
| 37 | 12 ديسمبر 2017 | ملعب أجينوموتو، طوكيو، اليابان               | كأس شرق آسيا             | اليابان | 2 – 1   | الصين   |

## الإحصائيات
| البطولة | فوز الصين | التعادل | فوز اليابان |
| ------- | --------- | ------- | ----------- |
| المجموع | 15        | 8       | 14          |